# Верхньодністровська улоговина

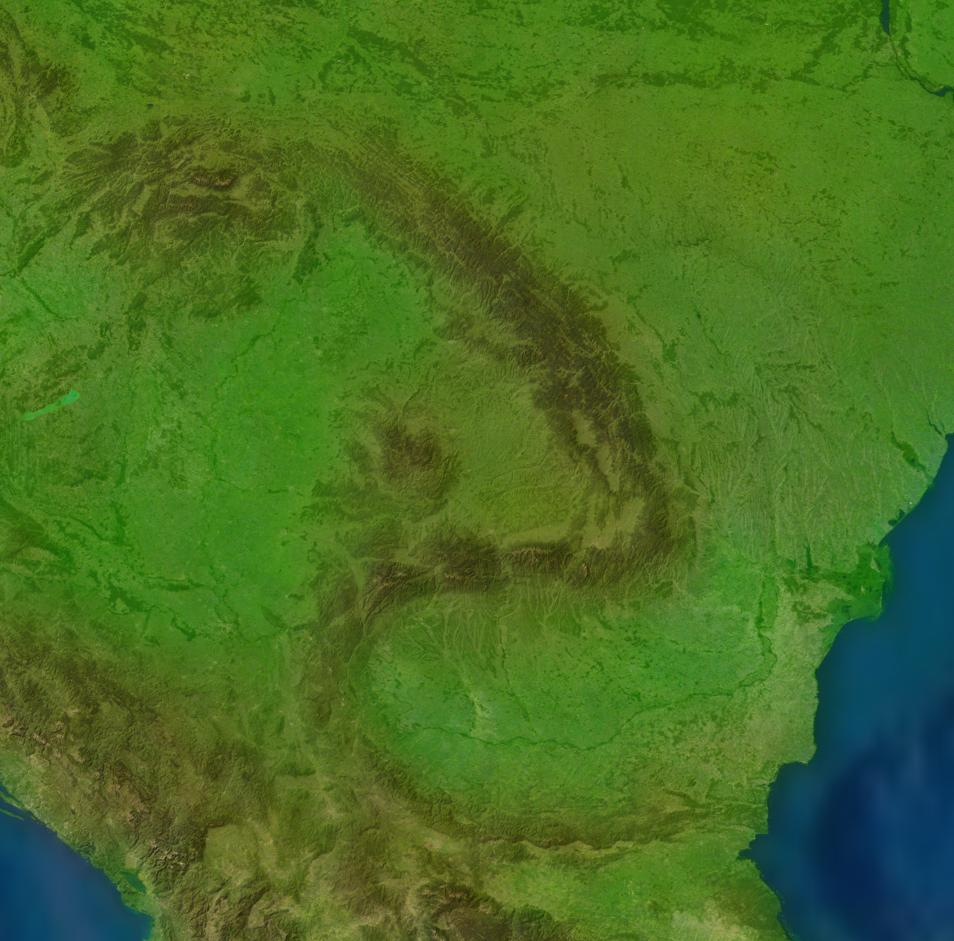
Карпати (фотографія з космосу). Верхньодністровська улоговина у верхній частині світлини — у рівнинній частині верхів'їв річки Дністер

Верхньодністро́вська улого́вина — акумулятивна рівнина у Передкарпатті, в межах Львівської та Івано-Франківської областей. 
Простягається вздовж Дністра — від пониззя річки Стривігору до гирла Свічі. Пересічна висота 230—290 м. Являє собою плоску, місцями заболочену терасову рівнину. Укладена суглинками, глинами, пісками та галечниками. Вкрита лучною рослинністю, подекуди — ліси; густо заселена. 